# Gemini-observatorium

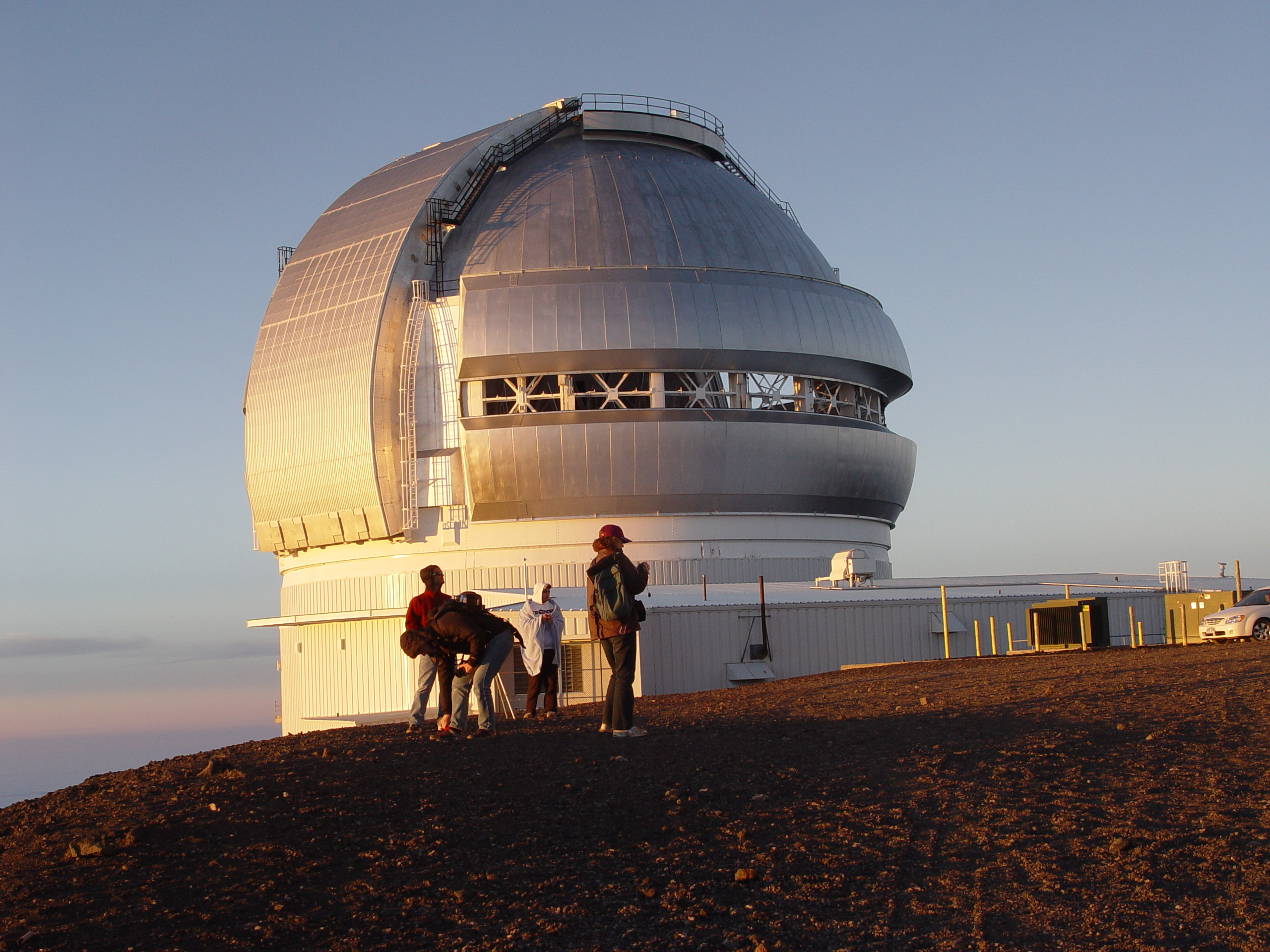
Gemini-noord bij zonsondergang.
De koepel staat open om de temperatuur aan te passen aan die van de buitenlucht.

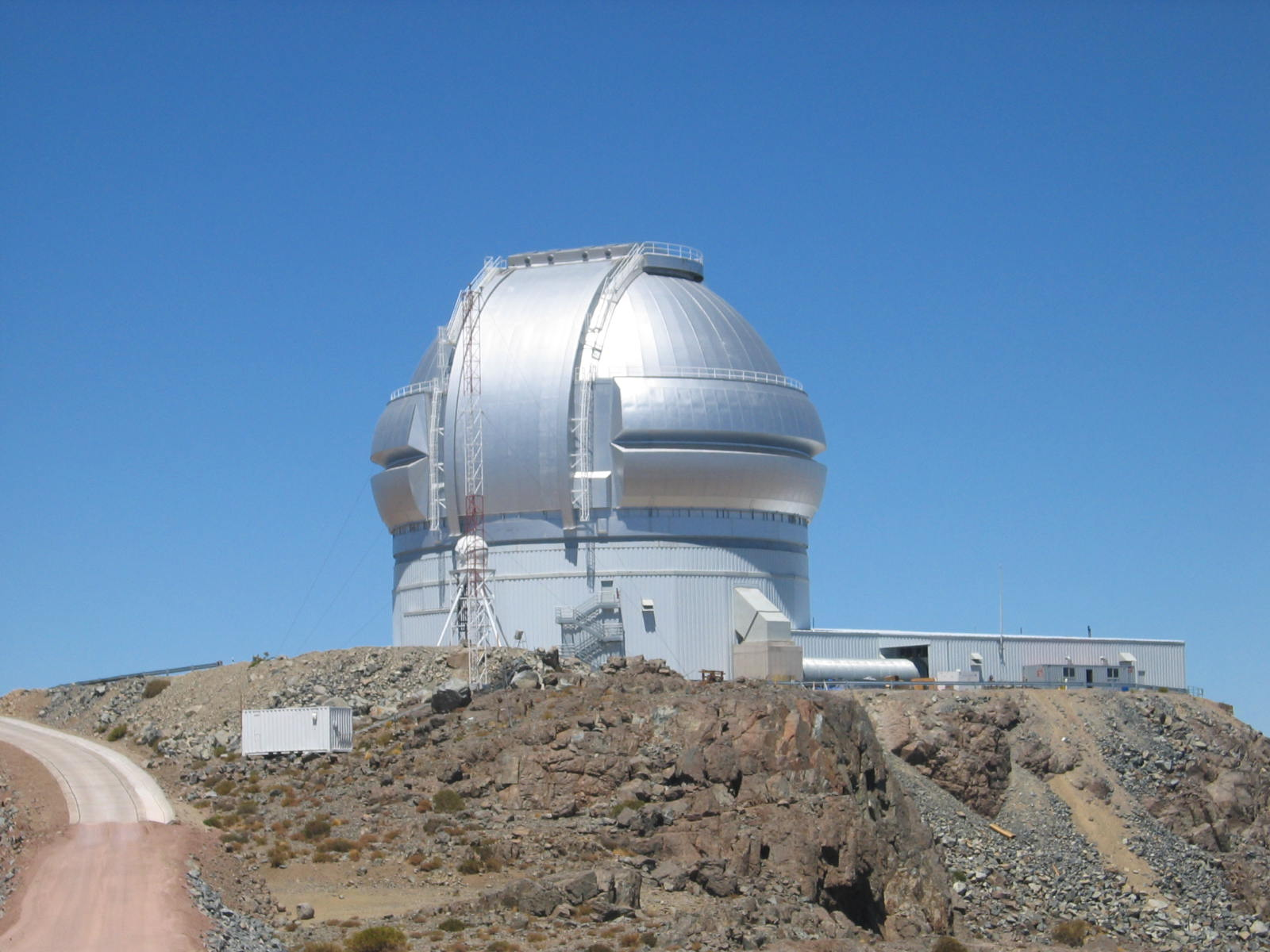
Gemini-zuid

Het Gemini-observatorium is een observatorium bestaande uit twee spiegeltelescopen van elk 8,1 m, waarvan er een op het noordelijk halfrond (Hawaï) staat en de andere op het zuidelijk halfrond (Chili). Deze twee telescopen samen kunnen bijna het hele noordelijke en zuidelijke hemelgewelf waarnemen. Op dit moment (2010) behoren zij tot de meest geavanceerde telescopen ter wereld.
De Gemini-telescopen waren een gezamenlijk project van de VS, het VK, Canada, Chili, Brazilië, Argentinië en Australië. Het Verenigd Koninkrijk is eind 2007 uit de samenwerking getreden, maar trad twee en een halve maand later weer toe. In 2012 is het definitief uit het project getreden. Ook Australië maakt niet meer deel uit van het project. 

## Overzicht

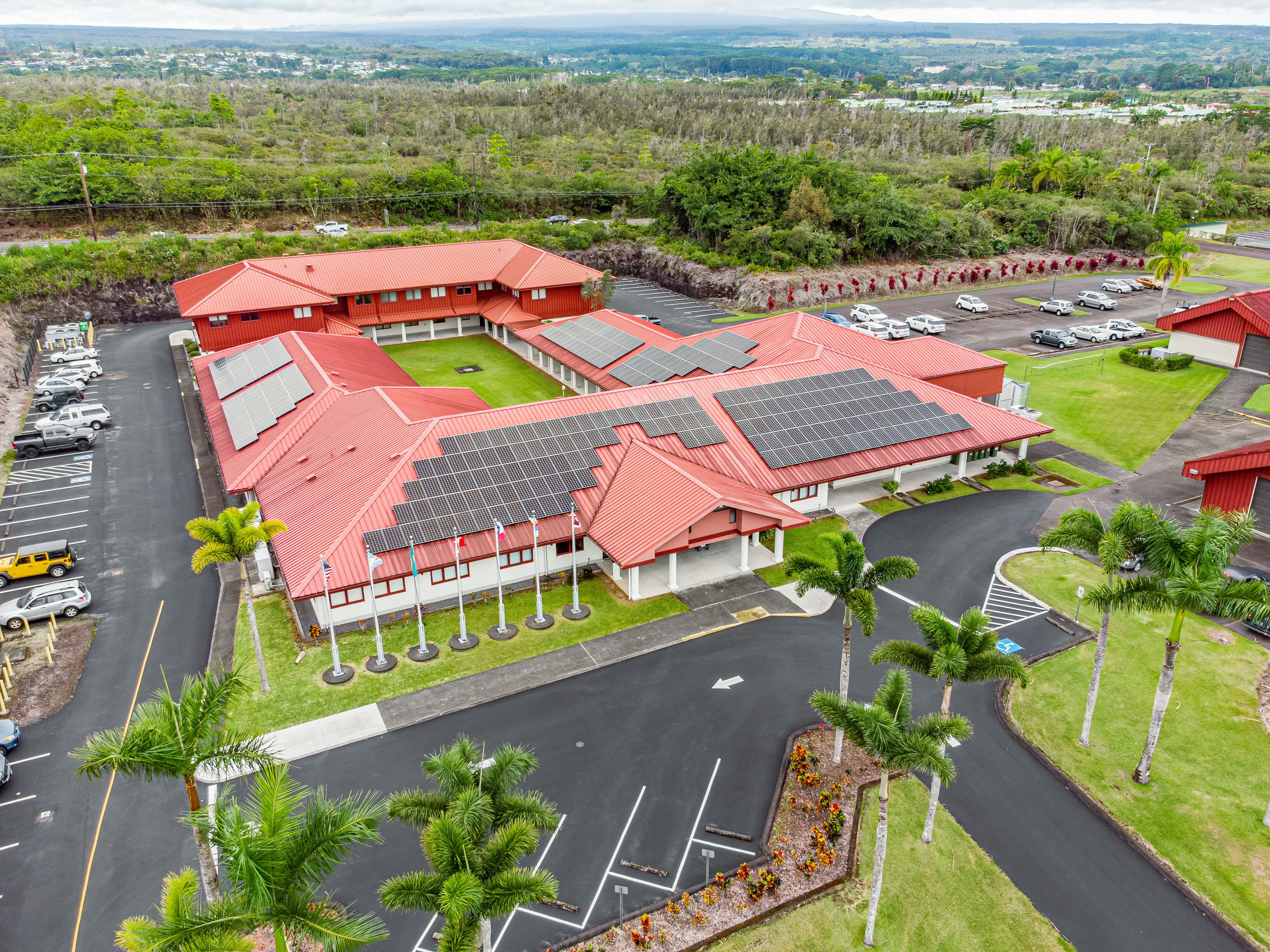
Het hoofdgebouw van de Gemini telescopen in Hilo

Het bedieningscentrum voor de noordelijke telescoop en het internationale hoofdkantoor staan in Hilo (Hawaï), bij de vestiging in Hilo van de Universiteit van Hawaï. Het bedieningscentrum voor de zuidelijke telescoop bevindt zich bij het Cerro Tololo Inter-American Observatory (CTIO) in La Serena in Chili.
Het observatorium omvat de volgende telescopen:

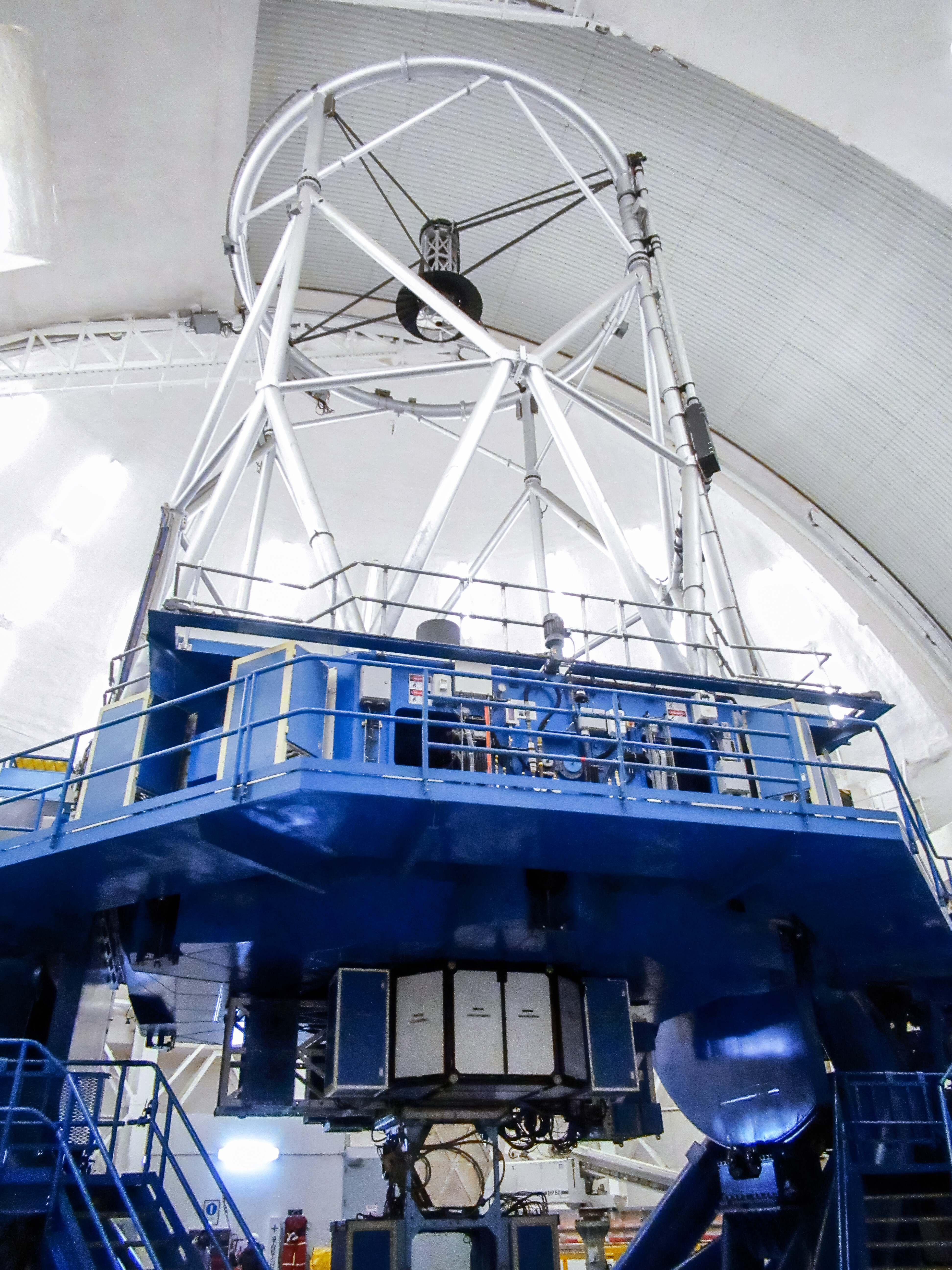
De Gemini-Noord telescoop

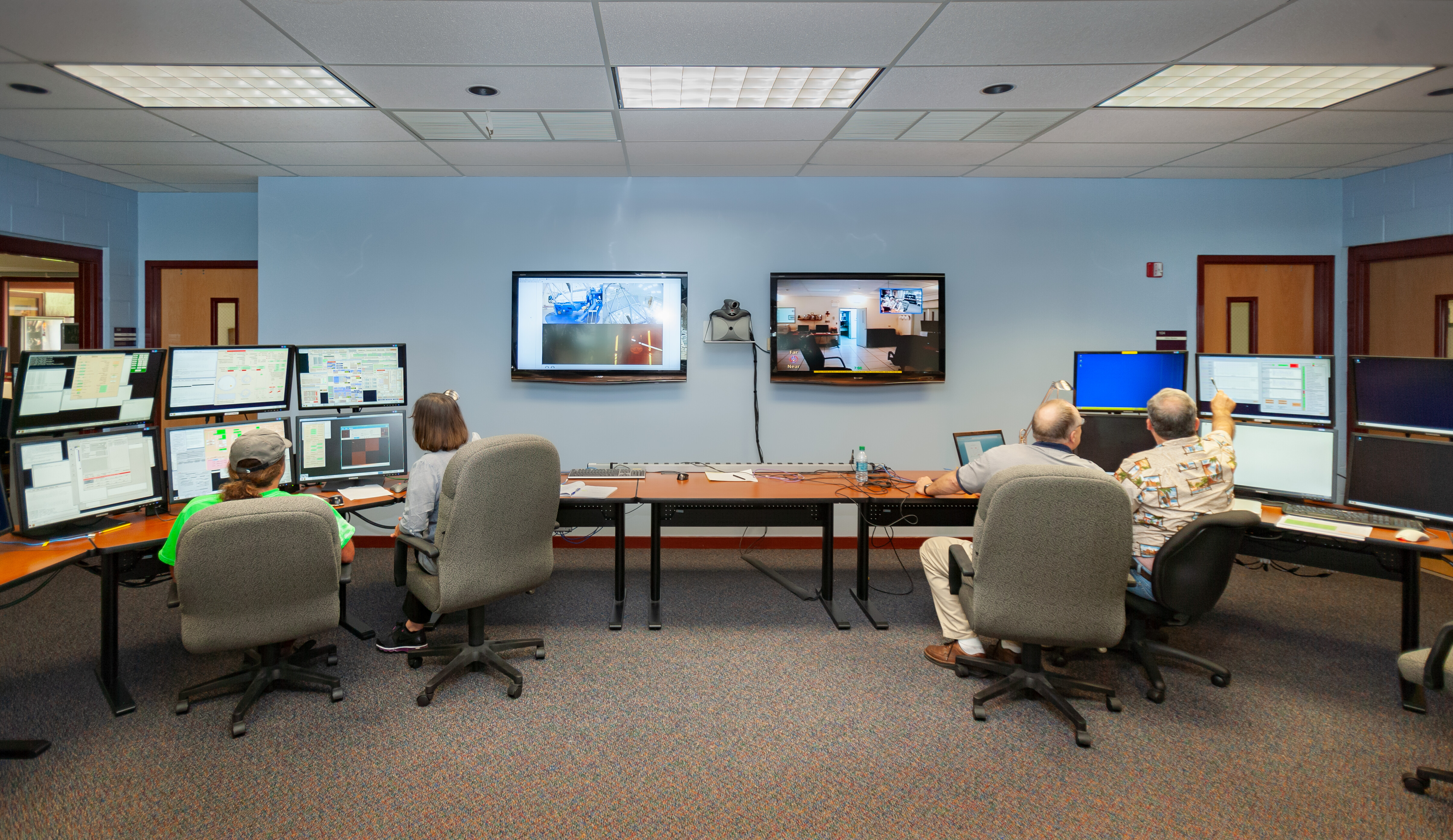
Bedieningscentrum van Gemini-Noord

- Gemini-noord (officiële naam: Frederick C. Gillett Gemini Telescope[1]) (19° 49′ 26″ NB, 155° 28′ 9″ WL), op de vulkaan Mauna Kea, waar hij deel uitmaakt van het Mauna Kea-observatorium. Deze locatie biedt excellent zicht door de zeer gunstige atmosferische condities (stabiel, droog, zelden bewolkt) boven de 4200 m hoge slapende vulkaan. Hij kreeg het eerste licht in 1999, en wetenschappelijk onderzoek begon in 2000.
- Gemini-zuid (30° 14′ 27″ ZB, 70° 44′ 12″ WL) staat op een hoogte van 2700 m op de berg Cerro Pachón in de Chileense Andes. Door de zeer droge lucht en de verwaarloosbare bewolking is ook dit een perfecte locatie voor telescopen. Ook hier wordt de locatie gedeeld met diverse andere telescopen, zoals de SOAR-telescoop en het Cerro Tololo Inter-American Observatory. Gemini-zuid kreeg het eerste licht in 2000.

De twee telescopen samen dekken bijna de gehele hemel, met uitzondering van twee kleine gebieden rond de hemelpolen: Gemini-noord kan niet noordelijker kijken dan een declinatie van +79°, en Gemini-zuid komt niet zuidelijker dan -89°.
Beide telescopen gebruiken een hele reeks van geavanceerde technologieën om de hoogst mogelijke beeldkwaliteit te leveren, waaronder actieve optiek voor het corrigeren van vervormingen van de spiegel zelf, adaptieve optiek met lasergidssterren en multi-objectspectroscopie. Verder kunnen met de twee telescopen infraroodwaarnemingen van zeer hoge kwaliteit worden verricht, dankzij geavanceerde beschermde zilverlaag op de spiegels en de eveneens geavanceerde ventilatiesystemen. Dankzij het gebruik van geavanceerde computer-netwerken kunnen beide telescopen op afstand worden bediend en kunnen waarnemingen worden verricht wanneer de atmosferische omstandigheden het gunstigst zijn, zodat de astronomen niet onnodig hoeven te reizen.

## Bouw

De hoofdspiegel van de Gemini-South telescoop

De geschiedenis van het Gemini-observatorium is uitgebreid beschreven in het boek Giant Telescopes van W. Patrick McCray. Het gaat gedetailleerd in op de technische en beleidsmatige uitdagingen waar de wetenschappers en ingenieurs mee werden geconfronteerd bij het bouwen van Gemini en andere moderne observatoria.
Geschat wordt dat de bouw van de twee telescopen ongeveer USD 184.000.000 heeft gekost, en dat één nacht meten met elke Gemini-telescoop ca. USD 40.000 kost.
De twee 8m-spiegels zijn gemaakt van ULE-glas (Ultra-Low Expansion) van Corning en wegen elk 24 ton. Elke spiegel is gemaakt door afzonderlijke zeshoekige stukken in de juiste vorm aaneen te smelten. Vervolgens zijn ze per schip naar Frankrijk getransporteerd, waar ze verder zijn geslepen en gepolijst.